# لورا جويس
لورا جويس (1 أكتوبر 1983 - ) (بالإنجليزية: Laura Joyce)‏ هي لاعبة كريكت بريطانية.

## وصلات خارجية
- لورا جويس على موقع إي آس بي آن كريك إنفو (الإنجليزية)